# S/2004 S 13
S/2004 S 13 je jeden z měsíců Saturnu. Jeho objev oznámili Scott S. Sheppard, David C. Jewitt, Jan Kleyna a Brian G. Marsden v květnu roku 2005. Výsledek byl založen na pozorováních, která proběhla v prosinci 2004 až březnu 2005. 
S/2004 S 13 má asi 6 kilometrů v průměru a obíhá Saturn ve vzdálenosti asi 18 056 000 kilometrů, oběh je retrográdní. Jeho oběžná doba je 905,85 dnů, sklon k ekliptice je 168 stupňů. Excentricita oběžné dráhy je 0,261.